# Coll d'Orcau
El Coll d'Orcau és una collada situada a 870,8 msnm al municipi d'Isona i Conca Dellà (Pallars Jussà), a l'antic municipi d'Orcau. És a la carena que separa la vall de Montesquiu, on hi ha els antics pobles de Galliner, Montesquiu i Puig de l'Anell, de la vall del riu d'Abella, on hi ha el poble d'Orcau. És a llevant de la Torreta de Suterranya i a ponent de la Costa de Riu, amb el Castell d'Orcau al sud-est.